# Phaea copei
Phaea copei là một loài bọ cánh cứng trong họ Cerambycidae.